# Adolf Stand
Adolf Stand (ur. 25 maja 1870 we Lwowie, zm. 19 grudnia 1919 w Wiedniu) – żydowski prawnik, adwokat z Brodów, poseł do Rady Państwa XI kadencji w latach 1907-1911.

## Życiorys
Był synem Józefa majętnego właściciela realności i Marii Springer. Gimnazjum ukończył we Lwowie zdając w 1889 egzamin maturalny. Studiował prawo na Uniwersytecie Lwowskim studiów jednak nie ukończył uzyskując jedynie rygorozum. Był prezesem organizacji syjonistycznych w Galicji i inicjatorem założenia klubu posłów żydowskich. Uczestniczył w pracach założycielskich Towarzystwa Politycznego Żydów Galicyjskich i Bukowińskich stawiającego sobie za cel obronę interesów politycznych i ekonomicznych oraz szerzenie świadomości narodowej wśród Żydów. 14 października 1906 wziął udział w wyborach uzupełniających na miejsce zmarłego posła Emila Byka, był pierwszym działaczem syjonistycznym, który podjął próbę zdobycia mandatu parlamentarnego w Galicji. W kolejnych wyborach w 1913 przegrał i mandatu poselskiego nie zdobył. Po wybuchu I wojny światowej zamieszkał na stałe w Wiedniu, tam też został pochowany 22 grudnia 1919 w kwaterze żydowskiej cmentarza Centralnego.